# Internazionale (periodico)
Internazionale è un settimanale italiano d'informazione fondato nel 1993 da Giovanni De Mauro e ispirato dall'equivalente francese Courrier International (1990). Pubblica articoli della stampa straniera tradotti in lingua italiana ed è diretto da Giovanni De Mauro. Esce in edicola ogni venerdì.
Ha un sito web con newsletter quotidiane d'informazione e una raccolta dei link ai giornali di tutto il mondo. Il settimanale è anche disponibile in versione digitale come PDF, MP3 e applicazione per Android e iOS. Parallelamente al lavoro della rivista, Internazionale ha pubblicato tramite la propria casa editrice la collana Fusi orari, una serie di libri che spaziano tra reportage, saggi, narrativa, testimonianze, fotografie e fumetti.
Tutto il materiale scritto dalla redazione è disponibile sotto licenza Creative Commons CC BY-NC-SA 3.0. Dal 7 luglio 2014 è in vendita anche nelle edicole di Londra.
Nel 2008, poteva contare su un pubblico di circa 123 000 lettori, di cui 33 000 copie in abbonamento e 90 000 in edicola. Il consiglio di amministrazione di Internazionale S.p.A. è presieduto da Brunetto Tini, mentre il vicepresidente è Giuseppe Cornetto Bourlot.

## Firme
Pubblica regolarmente articoli e commenti di Amira Hass, Zuhair al Jezairy, Noam Chomsky, Maksim Cristan, Serge Enderlin, Leo Hickman, Nick Hornby, Slavoj Zizek, Tobias Jones, Paul Kennedy, Rami G. Khouri, Claude Leblanc, Tomás Eloy Martínez, John Matshikiza, Efraim Medina Reyes, Thomas Piketty, David Randall, David Rieff, Milana Runjic e Yoani Sánchez.
Su Internazionale scrivono ed hanno scritto anche alcuni autori italiani, come Tito Boeri, Pier Andrea Canei, Giorgio Cappozzo, Tullio De Mauro, Goffredo Fofi, Loretta Napoleoni, Luca Sofri, Domenico Starnone e Annamaria Testa.
Il settimanale inoltre, pubblica storie a fumetti e illustrazioni di Gipi, Tuono Pettinato, Joe Sacco, Marjane Satrapi, Art Spiegelman, Anna Keen, Aleksandar Zograf e Zerocalcare.

## Struttura
A luglio 2015, ogni edizione è composta da almeno 108 pagine. Nella prima sezione ci sono l'indice, gli editoriali, le immagini e la posta. Poi le sezioni In copertina (che riprende il tema di copertina del numero), le sezioni Africa e Medio Oriente, Americhe, Europa, Asia e Pacifico e Visti dagli altri, alternate da articoli brevi.
Nella parte centrale si trovano gli articoli più lunghi. Quindi si hanno portfolio, ritratti, la rubrica viaggi e graphic journalism, la sezione cultura composta da fumetti, cinema, libri, musica, schermi, televisione, arte e pop.
Infine si trovano degli articoli più brevi di economia, scienze e alcune pagine suddivise per continenti. Nelle ultime pagine possiamo trovare l'oroscopo di Rob Brezny, le strisce fumettistiche e nell'ultima pagina una collezione di vignette satiriche e la piccola rubrica umoristica Le regole, che elenca in maniera umoristica delle regole legate ad un dato argomento.

## Festival
Dal 2007 Internazionale organizza un festival di giornalismo con il comune e la provincia di Ferrara, dal nome Internazionale a Ferrara.
Per tre giorni i visitatori hanno la possibilità di incontrare i grandi nomi del giornalismo internazionale. Attraverso conferenze, dibattiti e incontri gli ospiti stranieri discutono con il pubblico di politica, attualità, futuro dell'informazione, ma anche di fumetti, letteratura e documentari.
Roberto Saviano, Amira Hass, Bill Emmott, Marjane Satrapi, Loretta Napoleoni, Joe Sacco, Arundhati Roy, Noam Chomsky sono solo alcuni degli ospiti che hanno partecipato al festival in questi anni. Il festival si svolge ogni anno nei primi giorni di ottobre ed è completamente gratuito. Tutti gli incontri sono in lingua originale con traduzione simultanea.
Nel 2009 le presenze al festival sono state 45 mila, il 30 per cento in più rispetto all'edizione precedente. Anche l'offerta è cresciuta: 80 ospiti, provenienti da 18 paesi, 43 conferenze, 40 ore di programmazione, tre spettacoli serali.

## Internazionale Extra
Dal 2017 Internazionale pubblica un trimestrale chiamato Internazionale Extra, una serie di numeri speciali di Internazionale, tra cui figurano lo speciale per i bambini Kids e Playlist con il meglio dell'anno passato tra libri, musica e gadget.

## L'Essenziale
Dal 6 novembre 2021 la redazione di Internazionale ha fondato un nuovo giornale settimanale, interamente dedicato all'Italia, chiamato L'Essenziale. Stampato in formato berliner, l'uscita prevista in edicola era ogni sabato.
Il neo-nato settimanale da maggio 2022 è disponibile solo nella versione online, in quanto, a detta della redazione, troppo pesanti si erano resi i costi di stampa in seguito all'aumento dei prezzi delle materie prime, in parte dovuto alla guerra russo-ucraina.

## Riconoscimenti
Nel 2011 ha vinto il Premiolino con la seguente motivazione: 

## Logo
Dalla sua fondazione, la rivista ha cambiato diverse volte logo, utilizzando, comunque, sempre solo immagini testuali, solitamente in bianco o giallo su sfondo blu scuro. Il primo logo, usato nel 1993, era composto con il carattere Caslon. Il secondo logo, nel 1995, prevedeva l'uso del font Meta (utilizzato per un solo numero, in minuscolo). Dal 1997 è stato utilizzato un font compatto senza grazie, mentre dal 2014, la rivista fa uso di un font personalizzato, l'Internazionale Stencil, disegnato dall'agenzia grafica Carvalho Bernau.

Numeri 1-60 (1993-1995)
Numero 61 (1995)
Numeri 62-202 (1995-1997)
Numeri 203-1074 (1997-2014)
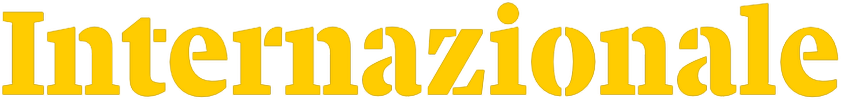
Numeri 1075 (2014) - attuale